# Alexander Ludwig (calciatore 1993)
Alexander Ludwig (Copenaghen, 30 giugno 1993) è un calciatore danese, difensore dell'Horsens.

## Carriera
Ha giocato nella prima divisione danese.

## Palmarès

### Club

#### Competizioni nazionali
- 1. Division: 1

Horsens: 2021-2022